# La Justice ou le Chaos
La Justice ou le Chaos est un livre de Denis Robert paru aux éditions Stock en 1996.
Il s'agit d'un livre d'entretien avec 6 magistrats européens impliqués dans la lutte contre la corruption et la délinquance financière : Renaud Van Ruymbeke (France), Bernard Bertossa (Suisse), Gherardo Colombo (Italie), Carlos Jimenez Villarejo (Espagne), Balthazar Garzon Real (Espagne), Edmondo Bruti Liberati (Italie), et Benoît Dejemeppe (Belgique).
Cette rencontre sera à l'origine de l'Appel de Genève en faveur d'une coopération européenne renforcée en matière de lutte contre la corruption et la délinquance financière.